# Становое (Вохтожское муниципальное образование)
Становое — деревня в Грязовецком районе Вологодской области.
Входит в состав Вохтожского муниципального образования, с точки зрения административно-территориального деления — в Вохтогский сельсовет. До 2004 года входила в состав Демьяновского сельсовета.
Расстояние до районного центра Грязовца по автодороге — 72 км, до центра муниципального образования Вохтоги по прямой — 11 км. Ближайшие населённые пункты — Орлово, Путилово, Васильевка, Липихино.
По переписи 2002 года население — 33 человека (15 мужчин, 18 женщин). Преобладающая национальность — русские (97 %).